# Ferlach
Ferlach (szlovénül Borovlje) osztrák város Karintia Klagenfurtvidéki járásában. 2016 januárjában 7118 lakosa volt.

## Elhelyezkedése

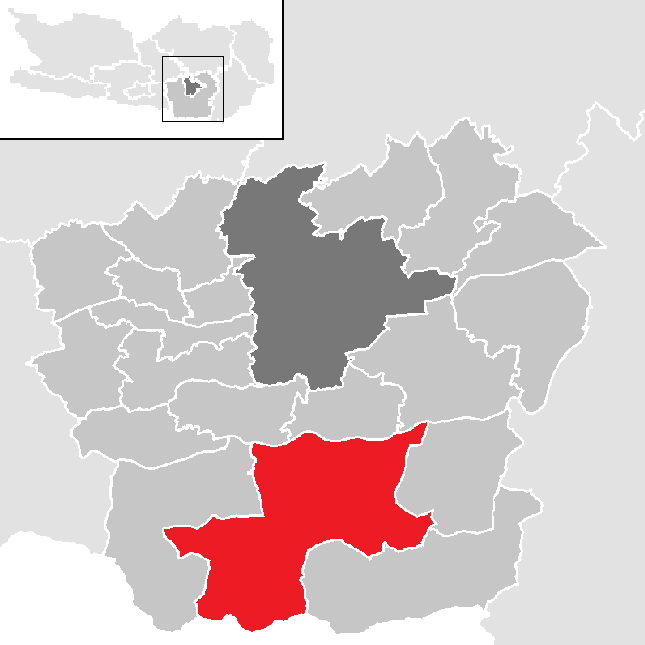
Ferlach im Rosental a Klagenfurtvidéki járásban

Ferlach Karintia déli részén fekszik (tulajdonképpen az egész ország legdélebbi fekvésű városa), közvetlenül a szlovén határ mellett, a Rosental völgyében. A Dráva átfolyik a városon és egy gáttal elzárva itt alkotja a Ferlachi-víztározót. Északi részén húzódik a Sattnitz erdővel benőtt hegygerince; délen pedig a Karavankák hegyei. Legmagasabb pontja a 2181 méteres Vertatscha. Az önkormányzat 27 kisebb-nagyobb települést és városrészt fog össze: Babniak (32 lakos), Bodental (135), Dörfl (15), Dornach (112), Ferlach (4377), Glainach (82), Görtschach (233), Jaklin (9), Kappel an der Drau (273), Kirschentheuer (254), Laak (47), Laiplach (18), Loibltal (44), Otrouza (75), Rauth (7), Reßnig (199), Seidolach (60), Singerberg (7), Strau (257), Strugarjach (9), Tratten (59), Unterbergen (162), Unterferlach (289), Unterglainach (39), Unterloibl (191), Waidisch (74), Windisch Bleiberg (112).
A környező települések: nyugatra Feistritz im Rosental, északnyugatra Köttmannsdorf, északra Maria Rain, északkeletre Ebenthal in Kärnten, keletre Sankt Margareten im Rosental, délkeletre Zell, délre Tržič (Szlovénia) és Žirovnica (Szlovénia).

## Története

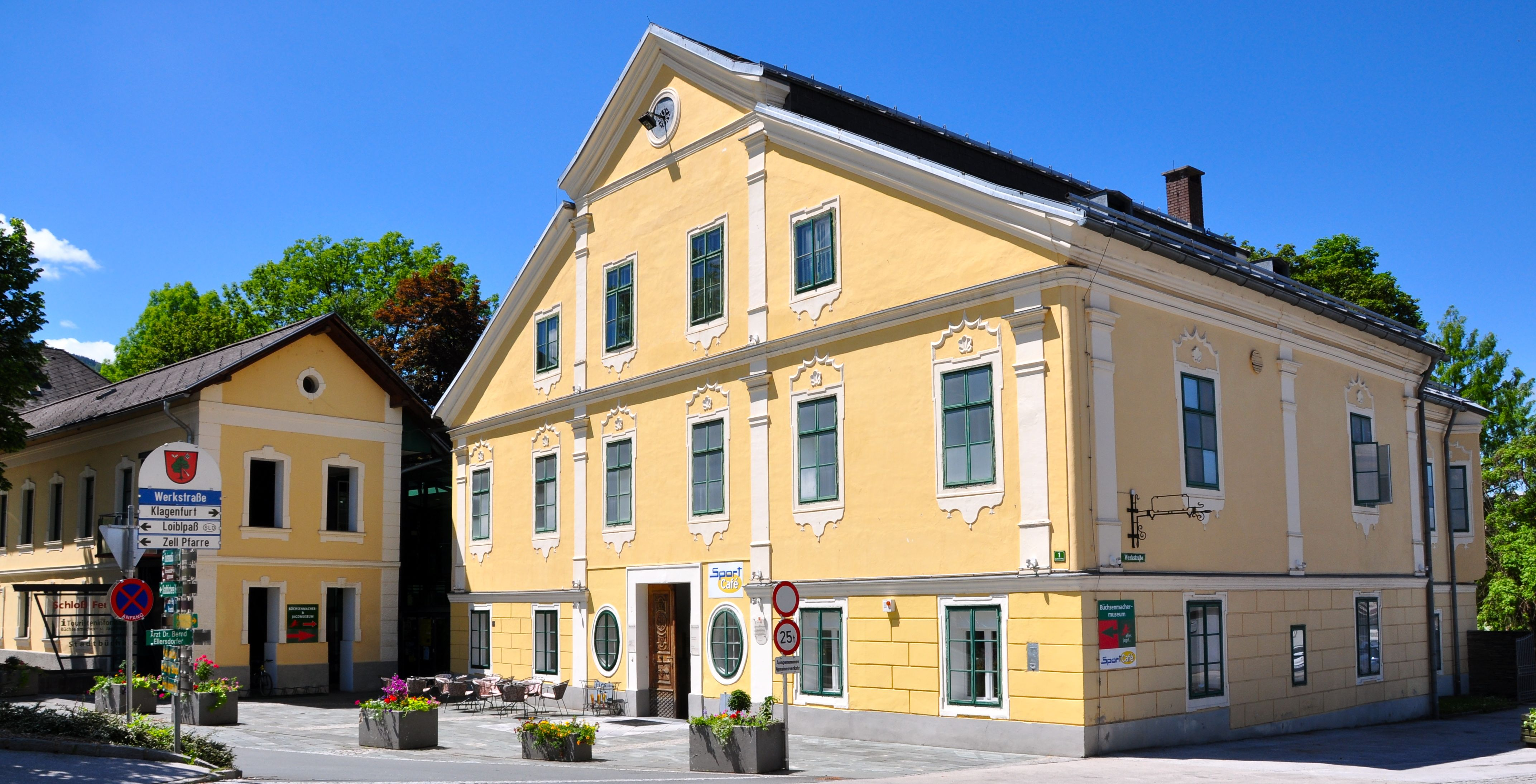
A ferlachi kastély, benne a puska- és vadászmúzeummal

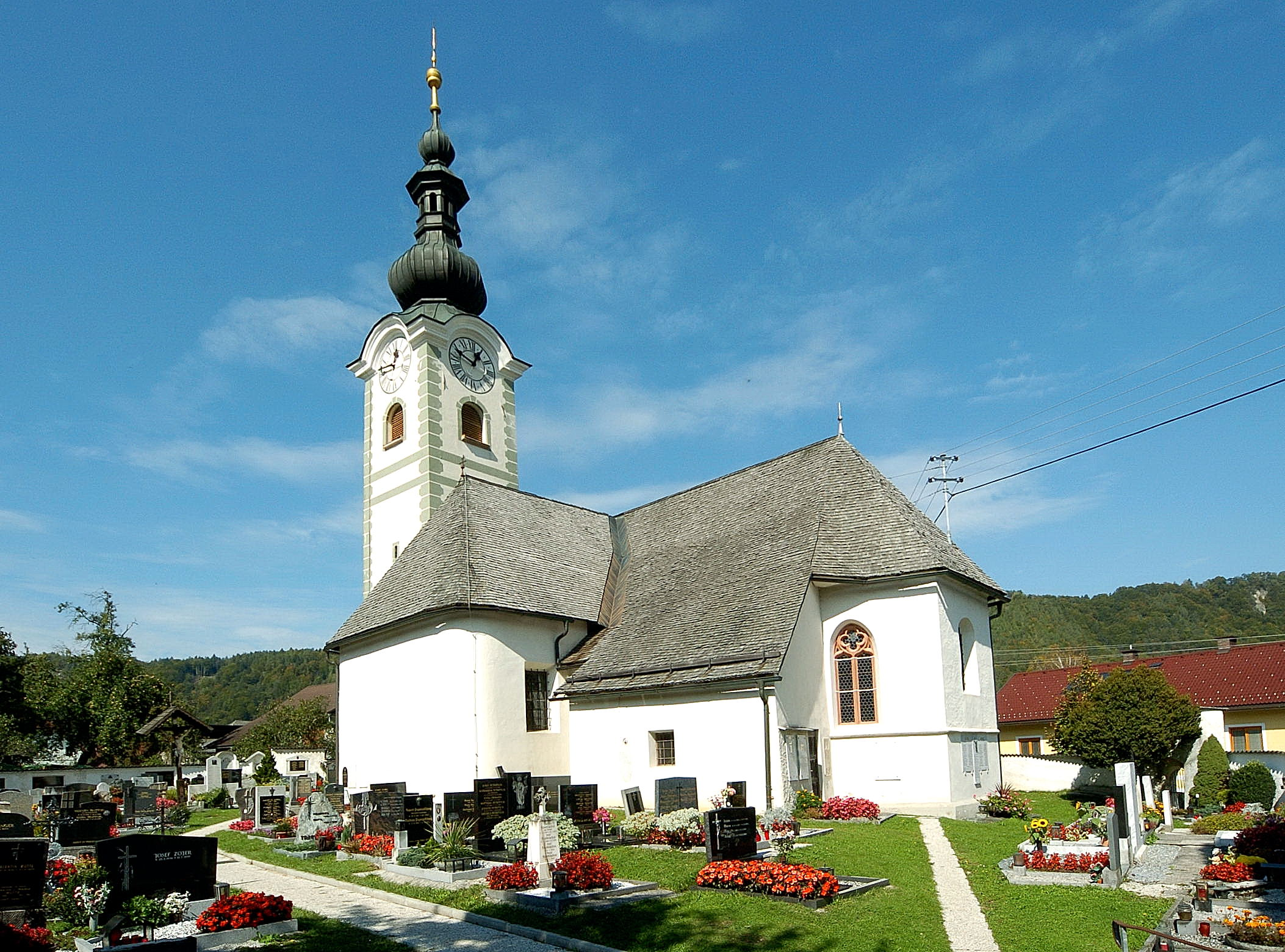
Glainach Szt. Bálint-temploma

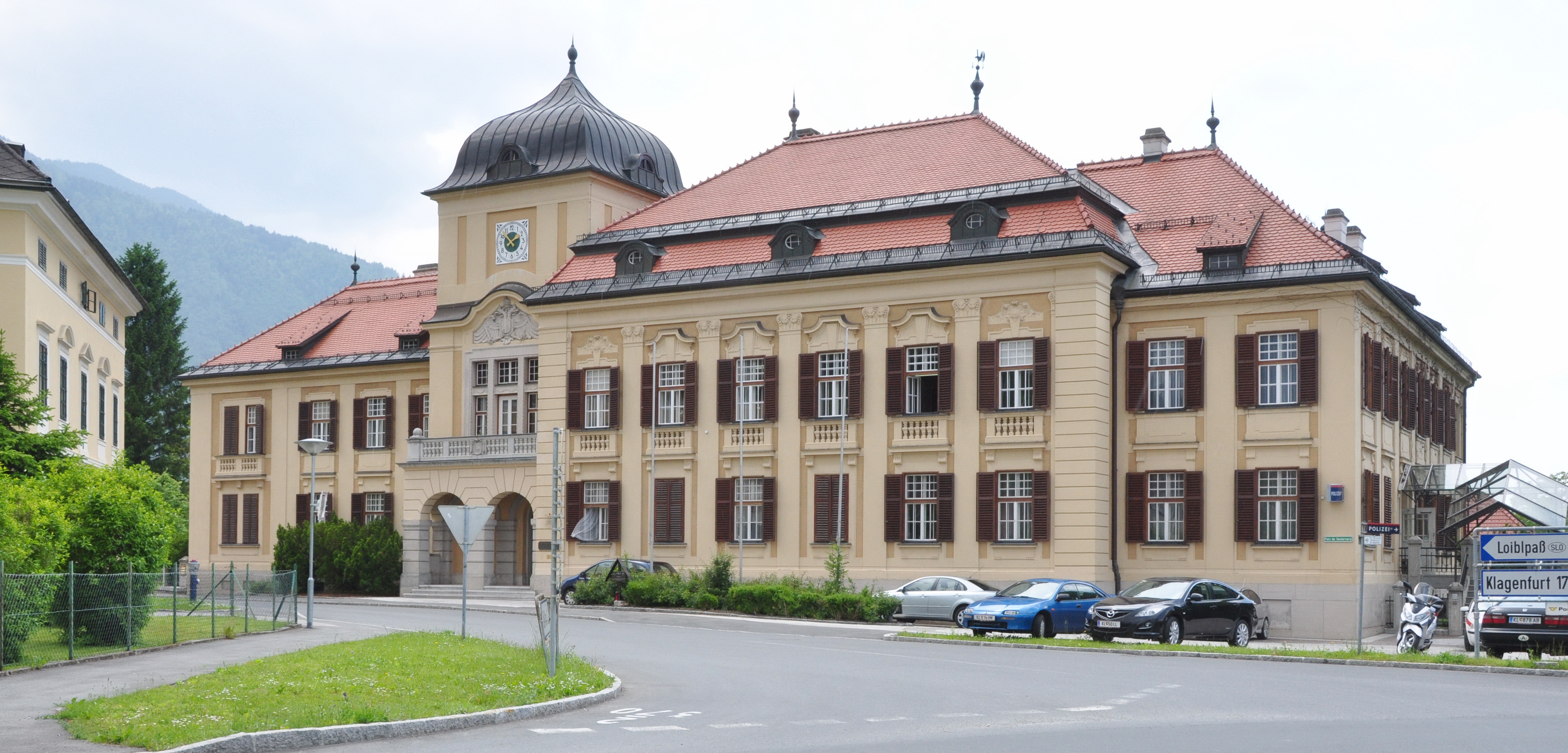
A kerületi bíróság épülete

Ferlach első említése (mint Vörelach) 1246-ból származik. Német és szlovén neve egyaránt a környező fenyőerdőkre utal (Borovlje=Föhrenwald=fenyves). A korabeli dokumentumok szerint a ferlachiak már 14. században foglalkoztak vasiparral; a Karavankákban bányászott ércet a hegyi patakok erejével hajtott hámorokban dolgozták fel. A 16. század elején a törökök támadásai és parasztháborúk után a város iparosai a fegyvergyártásra specializálódtak, nekik kellett felszerelni a karintiai fővárossá avanzsált Klagenfurt fegyvertárát. A hagyomány szerint I. Ferdinánd császár 1558-ban száz fegyverkovácsot hozatott a németalföldi Liège-ből; bár a helyi fegyverkovácsok listáján nem szerepelnek flamand vagy vallon nevek. A Ferdinánd által kiadott egyik levél alapján nagy mennyiségben gyártottak alabárdokat, pikákat és tűzfegyvereket. 1641-ben 41 puskaműves mestert tartottak számon Ferlachban, de a fegyvergyártás Mária Terézia idejében érte el csúcspontját, amikor az urbáriumban már 400 puskaművest számoltak össze. Az általuk gyártott puskákkal nem csak az osztrák hadsereget szerelték fel, hanem Franciaországba, Spanyolországba és Törökországba is exportálták. Amikor a következő évtizedekben alábbhagyott a katonai felszerelés iránti kereslet, a ferlachiak vadászpuskák készítésére álltak át. A kézműves ferlachi vadászfegyverek ma is kiváló hírnévnek örvendenek.
A községi önkormányzat 1850-ben alakult meg Oberferlach néven. 1880-ban 888 lakosa volt, közülük 63% német és 35% szlovén; vagyis az akkor még szlovén többségű Dél-Karintiában német szigetnek számított. 1910-ben Ferlachnak nevezték át, 1930-ban pedig városi rangra emelték. 1927-ben hozzákapcsolták Unterloibl, 1964-ben Unterferlach, 1973-ban pedig 1973 Windisch Bleiberg községeket.
A második világháború idején a nemzetiszocialista rezsim ellen felkelő 13 karintiai ellenálló között volt Ivan Dovjak ferlachi fegyverműves, akit 1943 áprilisában kivégeztek. 1943 márciusában a Karavankák Loibl-hágóján megkezdte működését a mauthauseni koncentrációs tábor altábora, a loibli tábor, ahol mintegy 1800 fogoly és 400 civil alagutat épített a hegyen át. Az építkezés során 32 foglyot öltek meg.
A háború vége után, 1945. május 8-án fegyveres harc tört ki a jugoszláv partizánok valamint a szlovén nemzeti gárda és az SS-csapatok között. A harcok során Ferlachban több ház leégett. Különböző források 3-50-re teszik a szlovén nemzeti hadsereg és 18-180-ra a partizánok veszteségeit (a szlovéneket támogató Waffen SS-ből és az SS-rendőrségből senki sem esett el). Május 8 és május 24 között a partizánok több embert meggyilkoltak; a leghírhedtebb eset május 13-án történt, amikor 16 szlovén menekültet, köztük három nőt öltek meg.

## Lakossága
A ferlachi önkormányzat területén 2016 januárjában 7118 fő élt, ami visszaesést jelent a 2011-es 7272 lakoshoz képest. Akkor a helybeliek 8%-a tartozott a szlovén kisebbséghez. 81% római katolikusnak, 3,5% evangélikusnak, 4% mohamedánnak, 9,5% pedig felekezet nélkülinek vallotta magát.

## Látnivalók

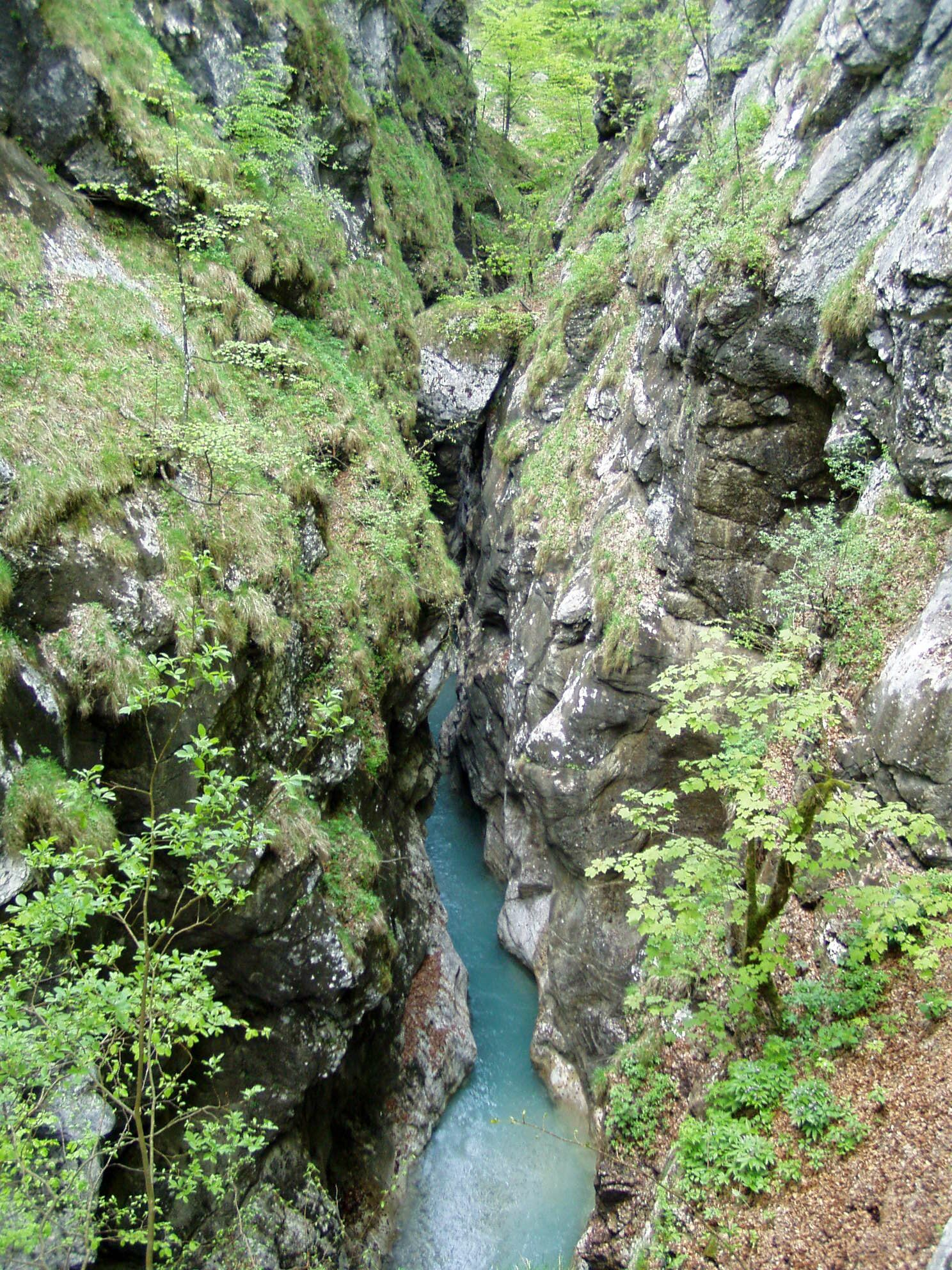
A Tscheppa-szurdok

- a ferlachi kastély, benne puskaműves- és vadászmúzeummal
- karintiai méhészmúzeum Kirschentheuerban
- Historama műszaki és közlekedési múzeum, ezen belül kiállítás a Karintiai Vas- és Acélmű (KESTAG) történetéről
- a Szt. Márton-plébániatemplom
- Kappel an der Drau temploma
- a ferlachi kerületi bíróság épülete
- az 1920-as népszavazás (amely után Dél-Karintia Ausztriánál maradt) emlékműve Reßnigben
- a Tscheppa-szurdok
- a Dráva víztározója Glainachnál
- a reßnigi Bade-tó (Badesee)
- a Bodental a Karavankákban népszerű túra és kirándulóhely

2010-ben az UNESCO Ausztria szellemi örökségévé nyilvánította a ferlachi puskaműves-hagyományt.
A város kézilabdacsapata, az SC Ferlach az osztrák első osztályban játszik.

## Híres ferlachiak
- Wolfgang Petritsch (1947-) diplomata, bosznia-hercegovinai főképviselő

## Fordítás
- Ez a szócikk részben vagy egészben  a   Ferlach című német Wikipédia-szócikk ezen változatának fordításán alapul.  Az eredeti cikk szerkesztőit annak laptörténete sorolja fel. Ez a jelzés csupán a megfogalmazás eredetét és a szerzői jogokat jelzi, nem szolgál a cikkben szereplő információk forrásmegjelöléseként.